# Конное троеборье
Ко́нное троебо́рье — вид конного спорта, который состоит из манежной езды, полевых испытаний или кросса (второй день), преодоления препятствий или конкура (третий день). Все эти три испытания должны быть пройдены на одной лошади: они позволяют увидеть тренированность и разностороннюю подготовку животного. Первый день выездки предназначен для того, чтобы показать её выезженность и послушность. Второй день кросса — это основное испытание, в ходе которого выявляют насколько тренирована, резва и вынослива лошадь, а также её способность к прыжкам. Он проходит по пересеченной местности с неразрушаемыми (мертвыми) барьерами. Третий день конкура предназначен для проверки на работоспособность и энергии лошади после трудных полевых испытаний.
Раньше этот вид был исключительно уделом военных, так как позволял увидеть, насколько лошадь подготовлена к предстоящим ей испытаниям на войне. Сейчас троеборье включено в программу Олимпийских игр.

## Разрядные нормы и требования

### Мастер спорта России международного класса (МСМК)
Занять 1 — 5 место в личном зачете на международных соревнованиях уровня 2 звезды, не получив на препятствиях фазы B и D полевых испытаний штрафных очков;
Завершить как минимум два международных соревнования уровня 2 звезды (CCI — дважды или CCI и CIC), не получив на препятствиях фазы B и D полевых испытаний штрафных очков в одном соревновании и не более 20 штрафных очков на препятствиях фазы B и D полевых испытаний в другом, в течение текущего и/или двух предыдущих календарных лет.

### Мастер спорта России (МС)
Занять 1 — 5 место в личном зачете на международных соревнованиях уровня 2 звезды, не получив на препятствиях фазы B и D полевых испытаний более 20 штрафных очков;
занять 1 — 3 место в командном зачете на международных соревнованиях уровня 1-2 звезды;
занять 1 — 5 место в личном зачете на соревнованиях: Чемпионат, Кубок России не получив на препятствиях фазы B и D полевых испытаний штрафных очков;
занять 1 — 3 место в личном зачете на соревнованиях ранга: Чемпионат, Кубок России для молодых лошадей, не получив на препятствиях фазы B и D полевых испытаний штрафных очков;
занять 1 — 3 место в личном зачете на соревнованиях ранга: зональный Чемпионат России и Чемпионат субъекта Российской Федерации по программе троеборья 1-2 звезды, не получив на препятствиях фазы B и D полевых испытаний штрафных очков.

### Кандидат в мастера спорта (КМС)
Занять 4 — 8 место в личном зачете на международных соревнованиях уровня 1 звезды, не получив на прохождении фазы B и D на препятствиях более 20 штрафных очков;
занять 1 — 10 место в соревнованиях: Чемпионат, Кубок России в личном зачете, не получив на прохождении фазы B и D на препятствиях более 20 штрафных очков;
занять 1 — 8 место в личном зачете на соревнованиях: Чемпионат, Кубок России для молодых лошадей, не получив на препятствиях фазы B и D полевых испытаний более 20 штрафных очков;
занять 1 — 6 место в личном зачете на соревнованиях ранга: зональный Чемпионат России и Чемпионат субъекта Российской Федерации по программе троеборья 1-2 звезды, не получив на препятствиях фазы B и D более 20 штрафных очков.

### 1 разряд
закончить соревнование по троеборью в группах 1 и 2 по программам 1-2 звезды.

### 2 разряд
показать результат в двоеборье: манежная езда — не менее 50проц. и не более 5 штрафных очков в преодолении препятствий в соревнованиях 3 группы.

## Категории национальных (CCN/CNC) и международных (CCI/CIC) соревнований по троеборью

### CCI/CCN 1 звезда

###### Манежная езда
Манежная езда уровня «Одна звезда» (A/B)

#### Кросс
Дистанция: 4160-4680 м (альтернатива 3640-4160 м).
Скорость: 520 м/мин.
Время: 8-9 мин (альтернатива 7-8 мин).
Макс. количество прыжков: 32 (альтернатива 30).
Высота препятствий
неподвижная часть: 110 см
засека: 130 см.
Ширина препятствий
по верху: 140 см
у основания: 210 см
без высоты: 280 см.
Макс. перепад высот: 160 см

#### Конкур
Высота препятствий: 115 см
Ширина оксера: 135 см
Ширина тройника: 155 см
Макс. дистанция: 600 м
Скорость: 350 м/мин
Количество препятствий/прыжков: 10-11/13

### CCI/CCN 2 звезды

#### Манежная езда
Манежная езда уровня «Две звезды» (A/B)

#### Кросс
Дистанция: 4400-5500 м (альтернатива 4400-4950 м)
Скорость: 550 м/мин
Время 8-10 мин (альтернатива 8-9 мин)
Макс. количество прыжков: 37 (альтернатива 35)
Высота препятствий
неподвижная часть: 115 см
засека: 135 см
Ширина препятствий
по верху: 160 см
у основания: 240 см
без высоты: 320 см
Макс. перепад высот: 180 см

#### Конкур
Высота препятствий: 120 см
Ширина оксера: 140 см
Ширина тройника: 160 см
Макс. дистанция: 600 м
Скорость: 350 м/мин
Количество препятствий/прыжков: 10-11/14

### CCI/CCN 3 звезды

#### Манежная езда
Манежная езда уровня «Три звезды» (A/B)

#### Кросс
Дистанция: 5700-6270 м (альтернатива 5130-5700 м)
Скорость: 570 м/мин
Время 10-11 мин (альтернатива 9-10 мин)
Макс. количество прыжков: 40 (альтернатива 38)
Высота препятствий
неподвижная часть: 120 см
засека: 140 см
Ширина препятствий
по верху: 180 см
у основания: 270 см
без высоты: 360 см
Макс. перепад высот: 200 см

#### Конкур
Высота препятствий: 125 см
Ширина оксера: 145 см
Ширина тройника: 165 см
Макс. дистанция: 600 м
Скорость: 375 м/мин
Количество препятствий/прыжков: 11-12/15

### CCI/CCN 4 звезды

##### Манежная езда
Манежная езда уровня «Четыре звезды» (A/B)

##### Кросс
Дистанция: 6270-6840 м (альтернатива 5700-6270 м)
Скорость: 570 м/мин
Время 11-12 мин (альтернатива 10-11 мин)
Макс. количество прыжков: 42-45 (альтернатива 42-43)
Высота препятствий
неподвижная часть: 120 см
засека: 145 см
Ширина препятствий
по верху: 200 см
у основания: 300 см
без высоты: 400 см
Макс. перепад высот: 200 см

#### Конкур
Высота препятствий: 125 см
Ширина оксера: 145 см
Ширина тройника: 165 см
Макс. дистанция: 600 м
Скорость: 375 м/мин
Количество препятствий/прыжков: 11-13/16